# Entyloma ficariae
Entyloma ficariae är en svampart som beskrevs av A.A. Fisch. Waldh. 1877. Entyloma ficariae ingår i släktet Entyloma och familjen Entylomataceae.   Inga underarter finns listade i Catalogue of Life.